# Forêt nationale d'Apache-Sitgreaves
La forêt nationale d'Apache-Sitgreaves est une forêt fédérale protégée située en Arizona et au Nouveau-Mexique, aux États-Unis.
Elle s'étend sur une surface de 10 652,35 km2.